# جین الکساندر (بازیگر بریتانیایی)
جین الکساندر (انگلیسی: Jean Alexander؛ ‏ ۱۱ اکتبر ۱۹۲۶ – ۱۴ اکتبر ۲۰۱۶) بازیگر اهل بریتانیا بود. وی بین سال‌های ۱۹۴۹ تا ۲۰۱۰ میلادی فعالیت می‌کرد.
از فیلم‌ها یا مجموعه‌های تلویزیونی که وی در آن‌ها نقش داشته‌است، می‌توان به خیابان کورونیشن، در انتهای دوران میانسالی، رسوایی و ققنوس و قالیچه اشاره نمود.